# 팰컨 HTV-2

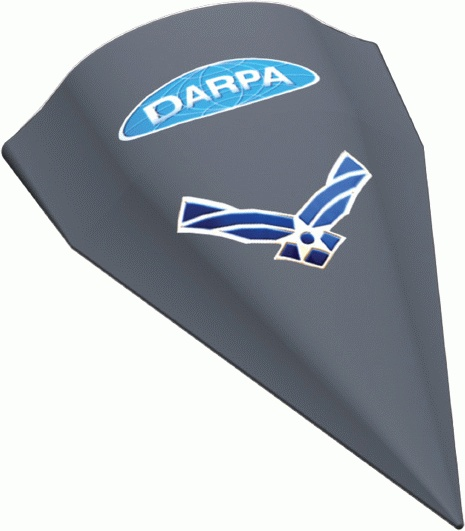

팰컨 HTV-2는 미국의 극초음속 비행기로, 로켓 글라이더 중의 하나이다. 2010년 4월에 처음 발사되었는데, 로켓에 실려 발사되었다. 이 항공기는 세계에서 가장 빠른 비행기 중 하나이며, 최고속도 마하 20으로 비행했다. 그러나 1차 발사는 통신이 두절되어 실패로 끝났고, 2차 발사역시 실패하였다. 그 전에 HTV-1을 계획하였으나, HTV-2로 대체되었다. 그 이후 날개가 있는 HTV-3과 HTV-4를 계획중이다. 날개가 없는 항공기이다.

## 같이 보기
- WU-14 - 중국의 WU-14는 HTV-2와 비슷한 개념이다.